# Idiocerus chivensis
Idiocerus chivensis är en insektsart som beskrevs av Kusnezov 1929. Idiocerus chivensis ingår i släktet Idiocerus och familjen dvärgstritar. Inga underarter finns listade i Catalogue of Life.